# مهاجم زیم
مهاجم زیم (به انگلیسی: Invader Zim) یک مجموعه تلویزیونی علمی-تخیلی کمدی سیاه می‌باشد که توسط نویسندهٔ کتاب کمیک و کارتونیست جونن واسکز برای نیکلودئون ساخته شده است. مهاجم زیم حول محور موجود فرازمینی‌ای به نام زیم (صداگذاری شده توسط ریچارد استیون هورویتز) از سیاره ایرک می‌چرخد که مأموریت غلبه بر زمین و به‌بردگی گرفتن نسل بشر همراه‌با نوکر ربات بدعملش گیر (رزاریک ریکی سیمونز) را دارد. وی حریف دیب (اندی برمن)، یک محقق ماوراءالطبیعه جوان که مصمم است جلوی موفقیت زیم را بگیرد، است.